# Меню за трима
„Меню за трима“ (на английски: Home Fries) е американска трагикомедия от 1998 г. на режисьора Дийн Парисът, и участват Люк Уилсън и Дрю Баримор. Сценарият е оригинално написан от сценариста Винс Джилиън за филмовия клас в Нюйорски университет. Заснет е във Локхарт, Тейлър и Бастроп, Тексас. Пуснат е на 25 ноември 1998 г.